# Веллінгтон (Кентуккі)
Веллінгтон (англ. Wellington) — місто (англ. city) в США, в окрузі Джефферсон штату Кентуккі. Населення — 564 особи (2020).

## Географія
Веллінгтон розташований за координатами 38°13′0″ пн. ш. 85°40′13″ зх. д. / 38.21667° пн. ш. 85.67028° зх. д. (38.216570, -85.670344).  За даними Бюро перепису населення США в 2010 році місто мало площу 0,24 км², уся площа — суходіл.

## Демографія
Згідно з переписом 2010 року, у місті мешкало 565 осіб у 253 домогосподарствах у складі 161 родини. Густота населення становила 2392 особи/км².  Було 259 помешкань (1097/км²).
Расовий склад населення:
| - 96,5 % — білих - 1,6 % — азіатів - 0,4 % — корінних американців - 0,2 % — чорних або афроамериканців |

До двох чи більше рас належало 1,1 %. Частка іспаномовних становила 1,6 % від усіх жителів.
За віковим діапазоном населення розподілялося таким чином: 20,5 % — особи молодші 18 років, 64,8 % — особи у віці 18—64 років, 14,7 % — особи у віці 65 років та старші. Медіана віку мешканця становила 41,0 року. На 100 осіб жіночої статі у місті припадало 81,7 чоловіків;  на 100 жінок у віці від 18 років та старших — 80,3 чоловіків також старших 18 років.
Середній дохід на одне домашнє господарство  становив 86 848 доларів США (медіана — 72 188), а середній дохід на одну сім'ю — 107 179 доларів (медіана — 113 125). Медіана доходів становила 60 417 доларів для чоловіків та 54 583 долари для жінок. За межею бідності перебувало 5,7 % осіб, у тому числі 2,2 % дітей у віці до 18 років та 5,6 % осіб у віці 65 років та старших.
Цивільне працевлаштоване населення становило 308 осіб. Основні галузі зайнятості: освіта, охорона здоров'я та соціальна допомога — 29,2 %, науковці, спеціалісти, менеджери — 19,2 %, виробництво — 10,7 %, фінанси, страхування та нерухомість — 7,5 %.